# سينثيا كادوهاتا
سينثيا كادوهاتا (من مواليد 2 يوليو 1956) هي كاتبة روايات أطفال اشتهرت بروايتها (كيرا كيرا) التي فازت بميدالية نيوبري في عام 2005. وفازت بجائزة الكتاب الوطني للشباب عام 2013 عن كتابها "الشيء عن الحظ" .

## معلومات شخصية
ولدت كادوهاتا في شيكاغو تحديدا في إلينوي. لديها أخت أكبر وأخ أصغر . خلال طفولتها كانت عائلتها تتنقل كثيرًا، وكان والدها عاملًا متجولًا. وهكذا اكتشفت عدة ولايات أمريكية: أركنساس، جورجيا، ميشيغان. عندما كانت في الخامسة عشرة من عمرها، انتقلت عائلتها إلى لوس أنجلوس.

## قصص قصيرة
- تشارلي أو. ، ( نيويوركر ، 12 أكتوبر 1986) [5]
- سبعة أقمار ، ( جراند ستريت المجلد 7 رقم 4، 1988) [6]
- بريس دي جي بانكيك ، (Mississippi Review المجلد 18 رقم 1، 1989) [7]
- الفتاة الرمادية ، ( المحاريث 25، 1 ديسمبر 1999) [8]

## روابط خارجية
- الموقع الرسمي
- Profile at The Whiting Foundation
- de:Amerikanische Kinder- und Jugendliteratur
- Cynthia Kadohata في مستندات مكتبة الكونغرس، مع 11 كتالوج للسجلات